# Deputy Lieutenant
 (signalé en juillet 2025).
Si vous disposez d'ouvrages ou d'articles de référence ou si vous connaissez des sites web de qualité traitant du thème abordé ici, merci de compléter l'article en donnant les références utiles à sa vérifiabilité et en les liant à la section « Notes et références ».
- Archive Wikiwix
- Bing
- Cairn
- DuckDuckGo
- E. Universalis
- Gallica
- Google
- G. Books
- G. News
- G. Scholar
- Persée
- Qwant
- (zh) Baidu
- (ru) Yandex
- (wd) trouver des œuvres sur Wikidata

Un Deputy Lieutenant est au Royaume-Uni l'un des adjoints d'un lord-lieutenant attaché à une zone de lieutenance (en) particulière : comtés cérémoniaux d'Angleterre, comtés préservés du pays de Galles, régions de lieutenance d'Écosse et comtés d'Irlande.
Le lord-lieutenant nomme parmi ses Deputy Lieutenants l'un d'entre eux comme vice-lord-lieutenant, pour exercer les fonctions du lord-lieutenant et le représenter en cas d'absence ou d'incapacité à agir.

## Liste de Deputy Lieutenants
- George Bowyer (1811-1883)
- Charles Lyell (1939-2017)
- Percival Marling (1861-1936)
- Bruce Shand (1917-2006)